# Bohumír Kolář
Bohumír Kolář (10. listopadu 1932, Prostějov – 2. ledna 2020, Olomouc) byl český pedagog, publicista a kulturní činitel.

## Životopis
Bohumír Kolář se narodil v Prostějově, kde studoval v letech 1945–1950 na Reálném gymnáziu. Věnoval se skautingu a v roce 1947 se zúčastnil světového Jamoboree ve Francii. V roce 1950 přešel na nově založené Pedagogické gymnázium v Olomouci, kde následující rok maturoval. Od roku 1961 studoval na Pedagogické fakultě Univerzity Palackého v Olomouci. Od roku 1983 vedl literární sekci Vlastivědné společnosti muzejní v Olomouci. Kromě vlastní vlastivědné tvorby se podílel na vydávání sborníků a antologií regionálních autorů.

## Ocenění
- Cena města Olomouce (2002)[5]